# 3719 Карамзін
3719 Карамзін (3719 Karamzin) — астероїд головного поясу, відкритий 16 грудня 1976 року.
Тіссеранів параметр щодо Юпітера — 3,492.